# Меммо, Дионисио
Дионисио Меммо (итал. Dionisio Memmo; 2-я половина 15в., Венеция — после 1539) — итальянский композитор и органист.

## Биография
Представитель аристократической семьи Мемо или Меммо, Дионисио был членом Ордена Святого Креста. Его учителями были Жуан Мария Марин, органист капеллы Марциана, и Пауль Хофхаймер, считавшийся величайшим немецким органистом.
После обучения он стал певчим в соборе Святого Марка под руководством Пьетро де Фоссиса. 22 сентября 1507 года он был назначен органистом на место своего скончавшегося учителя Марина. 12 января 1511 года он участвовал в открытии часовни Федерико II Мантуанского в качестве исполнителя на органе и клавесине.
В сентябре 1516 года, оставив своё место в соборе Святого Марка, он отправился в Англию при поддержке посла Венецианской Республики Себастьяно Джустиниани, который познакомил его с кардиналом Томасом Уолси, лордом-канцлером государства, и представил при дворе Генриха VIII, тоже «музыканта», и королевы Екатерины Арагонской. В результате он получил освобождение от Ордена и был назначен священником в Сен-Пьер; его назначили также духовником короля и шефом придворных музыкантов.
В 1525 году Меммо стала угрожать опасность, он был вынужден оставить Англию и отправился в Португалию. Однако из-за кораблекрушения он задержался в Испании, где, исполняя обет за спасение жизни, в течение года служил органистом в Сантьяго-де-Компостела. В 1539 году, по свидетельству графа де Вильялона, он всё ещё служил в Соборе Святого Иакова.
После 1539 года сведения о Меммо отсутствуют.